# Paul Wulliémoz
Paul Wulliémoz, né le 9 janvier 1830 à Giez et mort le 28 avril 1892 à Payerne, est une personnalité politique suisse, membre de la Gauche Libérale (futur parti radical-démocratique). Il est député du canton de Vaud au Conseil national de 1871 à 1883.

## Biographie
Paul Wulliémoz naît le 9 janvier 1830 à Giez, dans le canton de Vaud. Protestant, originaire de Vuarrens, il est le fils de Jean-Charles Wulliémoz, pasteur, et d'Anne-Marie Cuenod. Il épouse en 1853 Fanny de Dompierre.
Paul Wulliémoz fait probablement des études de droit à Tübingen, puis étudie à Berne de 1851 à 1852. Il exerce comme substitut du greffier au tribunal de district de Payerne avant d'être engagé en 1850 par le conseiller fédéral Henri Druey comme secrétaire au Département fédéral de justice et police, d'abord provisoirement, puis à titre définitif en 1853. Paul Wulliémoz garde son poste jusqu'en 1861. Il est receveur de l'État de Vaud pour le district de Payerne de 1860 à 1892, directeur de la Banque populaire de la Broye et membre du conseil général de la Banque cantonale vaudoise de 1884 à 1891. Il est en outre membre de la société d'étudiants Helvetia.

### Carrière politique
Membre des Radicaux/Gauche Libérale (aile gauche du parti libéral), il est conseiller national de 1871 à 1883. Durant son mandat, il défend ardemment les intérêts de sa région. Il est membre de la Constituante entre 1884 et 1885,.